# استوارت بریس
استوارت بریس (انگلیسی: Stuart Brace؛ زادهٔ ۲۱ سپتامبر ۱۹۴۲) بازیکن فوتبال اهل بریتانیا است.
از باشگاه‌هایی که در آن بازی کرده‌است می‌توان به باشگاه فوتبال منزفیلد تاون و باشگاه فوتبال گریمزبی تاون اشاره کرد.